# Morea Banićević
Morea Banićević (Rijeka, 13. veljače 1981.), hrvatska književnica.

## Životopis
Morea Banićević diplomirala je pri Filozofskom fakultetu u Rijeci, smjer kroatistika i anglistika.
Tijekom godina piše niz romana za djecu i mlade koje izdaje u Republici Hrvatskoj i izvan nje.

## Nagrade i priznanja
- Demon školske knjižnice - nagrada Sfera[1] u kategoriji najboljeg romana, 2016. god.
- Demon školske knjižnice odabran je i za Nacionalni projekt za poticanje čitanja i promicanje kulture čitanja djece i mladih Čitanjem do zvijezda.[2]
- Dvojnici iz tame - nagrada Sfera[3] u kategoriji najboljeg romana za djecu i nagrada Grigor Vitez Ptičica[4][5][6] za najbolji roman po izboru dječjeg žirija te pohvala nagrade Grigor Vitez Ptičica[7] za popularizaciju žanra fantastike među djecom i mladima, 2019. god.
- Mjesečari Monteriera - nagradu Anto Gardaš[8][9] za najbolji dječji roman, 2022. god.
- Izgubljeni gospodin Kovač - nagrada Sfera[10] u kategoriji najboljeg romana za djecu, 2025. god.
- Izgubljeni gospodin Kovač - Nagrade Grigor Vitez[11] za književni tekst za mladež (Naklada Ljevak, Zagreb) i Nagradu Grigor Vitez Ptičica[12] u kategoriji najbolja prozna, pjesnička ili dramska knjiga (Naklada Ljevak, Zagreb), 2025. god.
- Izgubljeni gospodin Kovač - hrvatska kandidatkinja za Časnu listu IBBY-ja 2026.[13]

### Hrvatska
- Demon školske knjižnice  (Algoritam, Zagreb, 2015.)[14] (naslovnica i ilustracije: Damir Bišćan)
- Demon školske knjižnice  (Hangar 7, Zagreb, 2019.)[15] (naslovnica: Sebastijan Čamagajevac)
- Dvojnici iz tame (Hangar 7, Zagreb, 2019.)[16] (naslovnica: Sebastijan Čamagajevac)
- Mjesečari Monteriera (Naklada Ljevak, Zagreb, 2022.)[17] (naslovnica i ilustracije: Petra Brnardić)
- Izgubljeni gospodin Kovač  (Naklada Ljevak, Zagreb, 2024.) (naslovnica i ilustracije: Petra Brnardić)

### Srbija
- Demon školske biblioteke (Laguna, Beograd, 2016.)[18]
- Dvojnici iz tame (Laguna, Beograd, 2017.)[19] (naslovnica: Nevena Mišković)
- Tragovima Crnog Petra (Laguna, Beograd, 2019.)[20] (naslovnica: Nevena Mišković)
- Mjesečari Monteriera (Laguna, Beograd, 2021.)[21] (naslovnica: Ivica Stevanović)

### Sjeverna Makedonija
- Демонот од училишната библиотека (Antolog, Skopje, 2021.) (prijevod: Ǵorǵi Krstevski, ilustracija: Damir Bišḱan)
- Двојниците од темнината (Antolog, Skopje, 2022.) (prijevod: Ǵorǵi Krstevski, ilustracija: Damir Bišḱan, Katerina Nikolovska-Teri)
- По трагите на Црниот Петар (Antolog, Skopje, 2023.) (prijevod: Ǵorǵi Krstevski)